# Tulipa cretica
Espèce
Classification APG III (2009)
 Tulipa cretica est une espèce de plantes herbacées de la famille des Liliaceae. Elle est originaire de Crète.